# 久保嘉治
久保 嘉治（くぼ よしはる、1935年（昭和10年）1月31日 - 2017年（平成29年）7月11日）は、日本の農学者・経済学者。学位は、農学博士（北海道大学・1963年）。専門は農業経済学。元帯広畜産大学学長。元雪印メグミルク酪農総合研究所所長。指導教授は矢島武。

## 経歴
北海道空知郡栗沢町出身。北海道大学農学部農業経済学科卒。1958年（昭和33年）同大学院農学研究科博士課程修了。同農学部助手。1962年（昭和37年）帯広畜産大学畜産学部助手。1968年（昭和43年）同畜産学部助教授。1977年同畜産学部教授。1994年（平成6年）同図書館長。
1996年（平成8年）帯広畜産大学9代学長に就任。2000年（平成12年）帯広畜産大学退官、同名誉教授。雪印メグミルク株式会社酪農総合研究所副所長に就任。2001年（平成13年）同酪農総合研究所長となる。
1963年、学位論文「農業経営の計画に関する研究」で北海道大学より農学博士の学位を取得。 
この他、酪農学園大学酪農学部・専修大学北海道短期大学非常勤講師（2000年～2005年）を務める 。
2017年7月11日、老衰のために逝去。没後に正四位に叙された。

## 受賞・栄典
- 日本農業経済学会賞（1966年）
- 瑞宝重光章（2010年）
- 正四位（2017年）[5]

## 主著
- 『営農計画の経済学』（明文書房, 1963年）
- 『酪農の経営計画(酪農シリーズ13巻)』（明文書房, 1971年）
- 佐々木市夫と共編『農業基盤整備と地域農業』（明文書房, 1991年）
- 黒柳俊雄編『農業構造政策』（分担執筆、農林統計協会、1991年）
- 永木正和と共編『地域農業の活性化と展開戦略』（明文書房, 1994年）
- 『ここまでできる家族酪農経営(酪総研選書 ; No.78)』（編著, 酪農総合研究所, 2003年）
- 並木健二・北倉公彦と共著『酪農発展を支援する制度・政策(酪総研選書 ; No. 75)』（酪農総合研究所, 2003年）